# Специальная премия Filmfare
Специальная премия Filmfare (англ. Filmfare Special Award) — ежегодная награда Filmfare Award с 1972 года.
Данная награда признаёт особое и уникальное исполнение, и мотивирует художников, режиссёров и музыкантов к новым достижениям в драме, режиссуре, музыке и актёрском мастерстве. Награда вручается только тем, кто сделал что-то стоящее. Тем не менее, иногда вручается деятелям кино за их вклад в киноиндустрию.

## Победители и номинанты

### 1970-е
- 1972
  - Джая Баччан (актриса) — Подарок
  - Притхвирадж Капур (актёр) — Особая благодарность

- 1973
  - В. Шантарам (актёр) — Специальная благодарственная награда
  - Переживание (фильм) Специальная цитата для Басу Бхаттачария

- 1974
  - Раджеш Кханна (актёр) — Влечение

- 1975
  - Росток (фильм) — Мохан Дж. Биджлани и Френи Вариава[1]

- 1976
  - Фарида Джалал (актриса) — Вынужденные обстоятельства
  - Уттам Кумар  (актёр) (Он получил эту награду на церемонии, проведённой Комитетом по фильмам Калькутты) — Пропащий

- 1977
  - K. J. Yesudas (певец) — Самозванец

- 1978
  - Bhimasin Khurana (режиссёр) — Гнездо
  - Амол Палекар (актёр) — Трудная роль
  - Насируддин Шах (актёр) — Пробуждение

- 1979
  - Мастер Раджу (актёр ребёнок) — Книга жизни

### 1980-е
- 1980
  - Музаффар Али (режиссёр) — Выезд[2]

- 1981
  - Мушир Алам (продюсер) — Родные и близкие

- 1982
  - Падмини Колхапуре (актриса) — Шаг за шагом[3]
  - Переулок Чауринги, 36 (продюсер) — Шаши Капур

- 1983
  - Не вручалась

- 1984
  - Не вручалась

- 1985
  - Не вручалась

- 1986
  - Не вручалась

- 1987
  - Не вручалась

- 1988
  - Не вручалась

- 1989
  - Не вручалась

### 1990-е
- 1990
  - Раджеш Кханна (актёр) — за 25 лет работы в индийской киноиндустрии.

- 1991
  - Не вручалась

- 1992
  - Не вручалась

- 1993
  - Лата Мангешкар (певец) — Мангешкар не могла быть номинирована на премию «Лучший женский закадровый вокал», так как много лет назад она просила, чтобы её имя не рассматривалось в номинациях. "Didi Tera Devar Deewana" из Кто я для тебя?.
  - Минакши Шешадри

- 1994
  - Не вручалась

- 1995
  - Не вручалась

- 1996
  - Аша Бхосл (певец) — Как и её старшая сестра, Босл не могла быть номинирована на премию «Лучший женский закадровый вокал», поскольку она просила, чтобы ее имя не рассматривалось в номинации. Весельчак.

- 1997
  - Шобхна Самарт (актриса), Насир Хуссэйн (фильммэйкер) и Пран (актёр) награждаются за вклад в индустрию кино.
  - Говинда — Превратности судьбы роль Shyamsundar

- 1998
  - Джая Баччан (актриса) – Мать земли роль Sujata Chatterjee и за вклад в киноиндустрию.

- 1999
  - Шекхар Капур (фильммэйкер) — за его вклад в киноиндустрию и за его достижения в международном кино.

### 2000-е
- 2000
  - Амитабх Баччан (актёр) — коронован как "Суперзвезда тысячелетия"

- 2001
  - Ану Малик (музыкальный композитор) — за его сочинения к фильму Отвергнутые

- 2002
  - Амиша Патель (актриса) — Беглецы за её роль Sakina
  - Равина Тандон (актриса) — Отражение за её роль Neeta

- 2003
  - Не вручалась

- 2004
  - Карина Капур (актриса) — Ночные откровения за её роль Chameli
  - Лата Мангешкар (певец) — Золотой трофей, врученный по случаю 50-летия премии.

- 2005
  - Не вручалась

- 2006
  - Не вручалась

- 2007
  - Дипак Добриял (актёр) — Омкара за его роль Rajoh Tiwari

- 2008
  - Не вручалась

- 2009
  - Пратик Баббар (актёр) — Знаешь ли ты... за его роль Amit Mahant (сертификат)
  - Пураб Кохли (актёр) — Играем рок!! за его роль Kedar (сертификат)

### 2010-е
- 2010
  - Нандита Дас (режиссёр) — Разлука

- 2011
  - Амитабх Баччан (актёр) — за 40 лет работы в индийской киноиндустрии.
  - Мадхури Диксит (актриса) — за 25 лет работы в индийской киноиндустрии.

- 2012
  - Парто Гуптэ (актёр) — Стэнли за его роль Stanley Fernandes (сертификат)

- 2013
  - Шридеви (актриса) — за её роль Мистер Индия и Волшебный бриллиант